# Ministère des Communications (Brésil)
Le ministère des Communications (en portugais : Ministério das Comunicações) (MCom) est un département du gouvernement brésilien établi en 1967.
Juscelino Filho est ministre des Communications dans le gouvernement Lula depuis le 1er janvier 2023 .

## Histoire
Le ministère est créé par le décret-loi n° 200/1967 du 25 février 1967, sous la présidence d'Humberto Castelo Branco. 
Le 12 mai 2016, il est supprimé et rattaché au ministère de la Science, de la Technologie, des Innovations et des Communications (MCTIC). Le 10 juin 2020, le président Jair Bolsonaro, décide de recréer le ministère des Communications.

## Fonctions
Le ministère est chargé de la réglementation des services postaux, des télécommunications, de radiodiffusion et de télévision, et leurs entités connexes, ainsi que le suivi des politiques nationales dans des domaines tels que l'inclusion numérique.